# Triopterys buchii
Triopterys buchii là một loài thực vật có hoa trong họ Malpighiaceae. Loài này được (Urb. & Nied.) Urb. & Nied. miêu tả khoa học đầu tiên năm 1926.